# İznik
İznik (grško Νίκαια, Nikaia) je mesto in upravno okrožje v Turčiji. Mesto stoji na mestu starogrškega mesta Nikeja, iz katerega izhaja sodobno ime. Mesto leži v rodovitni kotlini na vzhodnem koncu jezera İznik, z nizi hribov na severu in jugu. V zračni liniji je mesto oddaljeno le 90 kilometrov jugovzhodno od Carigrada, po cesti pa 200 km okoli Izmitskega zaliva. Od Burse je oddaljen 80 km po cesti.
İznik ima približno 22.000 prebivalcev. Od leta 1930 je okrožno središče province Bursa, med letoma 1923 in 1927 pa je pripadalo okrožju Kocaeli. Med letoma 1927 in 1930 je bilo okrožje okrožja Yenişehir (pred letom 1926 povezano z Bilecikom).
Starodavna Nikeja je bila obdana z obzidjem, ki je še vedno ohranjeno, čeprav je bilo na mnogih mestih preluknjano za ceste. Znotraj obzidja stoji mošeja Ayasofya, kjer je leta 325 n. št. potekal prvi koncil v Nikeji. Mesto je znano predvsem po Prvem in Drugem nikejskem cerkvenem zboru in Nikejskem kredu, po tem, da je bilo glavno mesto Nikejskega cesarstva, od padca Bizanca v četrti križarski vojni leta 1204 do njegove ponovne osvojitve leta 1261 pa tudi glavno mesto Bizantinskega cesarstva.

## Zgodovina

### Zgodnja zgodovina, Rimsko in Bizantinsko cesarstvo
Prvo naselje z imenom Ancore ali Helicore naj bi ustanovili Beoti iz osrednje Grčije. Naselje so kasneje uničili Misijci. Nekaj let po smrti Aleksandra Velikega je makedonski kralj in Aleksandrov general Antigon, ki je po Aleksandrovi smrti zavladal večini Male Azije, mesto ponovno zgradil in ga po sebi imenoval Antigoneia. Skupina Aleksandrovih generalov, znanih kot diadohi (Διάδοχοι) – »nasledniki«,  je Antigona vrgla s prestola in na njegovem ozemlju je zavladal tesalski general Lizimah (približno 355–281 pr. n. št.). Mesto je po svoji ženi Nikeji (Νίκαια) preimenobval v Nikejo.
Nekateri drugi viri trdijo, da je Nikejo ustanovil Aleksandrov vojak iz Nikeje pri Termopilah.
Mesto je bilo zgrajeno zelo pravilno v obliki četverokotnika z obsegom 16 stadijev. Imelo je štiri vrata, vse ulice pa so se sekale pravokotno, tako da je bil spomenik na osrednjem trgu viden od vseh štirih mestnih vrat. 
Nikeja je stala na križišču pomembnih trgovskih poti med Galatijo in Frigijo. Kmalu po Lizimahovem obdobju je postala tako pomembna,  da so v njej občasno prebivali celo kralji Bitinije, ki so vladali od leta 288 pr. n. št. V Strabonovih časih so jo imenovali kar glavno mesto Bitinije in v njeno čast so skovali celo nekaj denarja. Glavno mesto Bitinije je kasneje postala Nikomedija (İzmit). Obe mesti se še zdaj silovito prepirata o tem, katero je bilo prvo in 38. slavnostni govor Dija Krizostoma je bil napisan samo zato, da bi se prerekanja končala. Iz njegovega govora je razvidno, da je imela pravico naslova glavnega mesta samo Nikomedija, obe mesti pa sta bili enako pomembni. Plinij maljši zelo pogosto omenja Nikejo in javne stavbe, ki jih je obnovil, ko je bil guverner Bitinije. 
Nikeja je bila rojstno mesto astronoma Hiparha (okrog leta 194 pr. n. št.), matematika in astronoma Sporusa (okrog leta 240) in zgodovinarja Kasija Diona (okrog leta 165). V mestu je umrl igralec komedij Filistijon. Številni kovanci iz Nikeje dokazujejo, da je bilo mesto zanimivo za mnoge cesarje in druge vladarje. V mestu so v svojo čast in v čast bogov pogosto prirejali festivale. 
V celotnem obdobju Nikejskega cesarstva je bila Nikeja, predvsem zaradi svoje lege, pomembno mesto. Mesto je samo 40 km oddaljeno od Pruse (današnja Bursa) in 70 km od Bizanca (današnji Carigrad). Ko so prestolnico Bizantinskega cesarstva leta 1261 prenesli nazaj v Bizanc, Nikeja ni izgubila svojega pomena. Bila je mnogo večja in mnogo bolj utrjena kot v Strabonovih časih, čeprav je bila večina zgradb in obzidja iz zgodnjega 3. stoletja. 
Nikejo so leta 358, 362 in 368 prizadeli močni potresi. Po zadnjem potresu je mesto obnovil cesar Valens (364 – 378), za tem pa je uživala dolgo obdobje miru, ki je trajalo vse do vzpona Turkov Seldžukov. Leta 1077 so jo osvojili Seldžuki, potem pa je celo leto menjavala oblastnike, dokler je niso leta 1078 dokončno osvojili Seldžuki in v njej ustanovili svojo prestolnico. 

### Križarske vojne
Prva križarska vojna se je začela leta 1095 na zahtevo Bizantinskega cesarstva. Leta 1097 so iz Bizanca proti Nikeji odkorakale številne križarske vojske in manjše bizantinske vojaške enote. Križarji so začeli mesto oblegati in celo prebili mestno obzidje, toda mesto se je na presenečenje križarjev čez noč predalo cesarju Alekseju I. Komnenu. Križarski načrt, da bi osvojeno mesto oplenili, je spodletel in med njimi in Bizantinci je prišlo do ostrega spora. Nazadnje so sklenili premirje in mesto je pripadlo Bizantinskemu cesarstvu. 
V četrti križarski vojni so evropske armade leta 1204 osvojile Bizanc in ustanovile Latinsko cesarstvo. Novo cesarstvo bizantinskih ozemelj ni obvladovalo, zato so v Grčiji in Anatoliji nastale še druge nasledstvene države. Najpomembnejše je bila vsekakor Nikejsko cesarstvo, ki ga je ustanovil Teodor Laskaris, kasnejši cesar Teodor I.. Cesarstvo je na začetku obsegalo samo zahodno Malo Azijo, a se je postopoma širilo proti vzhodu. 
Leta 1259 je na nikejski prestol prišel uzurpator Mihael VIII. Paleolog, ki je leta 1261 Latince pregnal iz Bizanca in ponovno ustanovil Bizantinsko cesarstvo.

### Osmansko cesarstvo
Leta 1331 so Nikejo po dolgih letih spopadov dokončno osvojili osmanski Turki. Preimenovali so je v İznik in sultan Orhan I. jo je priključil Osmanskemu cesarstvu. Turki so mnogo javnih stavb porušili in gradivo uporabili za graditev mošej in drugih stavb. Po padcu Bizanca leta 1453 je Nikeja izgubila svoj pomen.
Maroški popotnik Ibn Batuta se je konec leta 1331 zadržal v Izniku, kmalu potem, ko je mesto zavzel Orhan. Po Ibn Battuti je bilo mesto v ruševinah in v njem je živelo le majhno število ljudi v službi sultana. Znotraj mestnega obzidja so bili vrtovi in obdelovalne parcele, vsako hišo pa je obdajal sadovnjak. Mesto je pridelovalo sadje, orehe, kostanj in veliko sladko grozdje.
Popis leta 1520 je zabeležil 379 muslimanskih in 23 krščanskih gospodinjstev, drugi, ki je bil opravljen stoletje pozneje leta 1624, pa je zabeležil 351 muslimanskih in 10 krščanskih gospodinjstev. Če predpostavimo, da je v vsakem gospodinjstvu pet članov, te številke kažejo, da je bilo prebivalstvo približno 2000. Ocene v 18. in 19. stoletju so prišle do podobnih številk. Mesto je bilo revno in malo prebivalcev, tudi ko je bila proizvodnja keramike v drugi polovici 16. stoletja na vrhuncu.
V 17. stoletju se je v mestu razvila močna keramična industrija. Keramika, znana kot  İznik Çini – İzniška keramika (Çin je turško ime za Kitajsko),  je bila zelo cenjena celo na turškem dvoru. S ploščicami iz İznika so okrasili mnogo mošej v Carigradu, tudi tistih, ki jih je zgradil slavni arhitekt Sinan. Kasneje so keramično industrijo preselili v Carigrad. Ker je İznik obšla tudi glavna železniška proga, je postal nepomembno, predvsem poljedelsko mesto. 
Keramika z blagovno znamko İznik Çini se v manjšem obsegu proizvaja večinoma v Kütahyji, kjer so z visoko kakovostjo keramiki vrnili njeno staro slavo.

## Krščanska Nikeja
Med vladanjem Konstantina I. Velikega (306–337) je bil leta 325 v Nikeji Prvi nikejski cerkveni zbor, ki je bil sklican zaradi arijanske herezije. Cerkveni prelati so na zboru bolj natančno določili pojem Svete trojice in zasnovali Nikejski kredo. Doktrina Svete trojice je bila dorečena na cerkvenem zboru v Bizancu leta 381. V doktrino so dokončno vključili Svetega Duha in ga izenačili z Očetom in Sinom. Cerkveni zbor je verjetno potekal v zgradbi, ki je postala Orhanova mošeja in je bila kasneje porušena. Cerkev Svete Sofije (Hagija Sofija) je dal v 6. stoletju zgraditi cesar Justinjan po vzoru Hagije Sofije v Bizancu. V njej je bil leta 787 Drugi nikejski cerkveni zbor, na katerem so obravnaval predvsem cerkveno ikonografijo. 
Najpomembnejša cerkev v Nikeji in verjetno najpomembnejša bizantinska stolnica v Mali Aziji je bila Dormition. V 9. stoletju so jo okrasili s prefinjenimi mozaiki. Cerkev so leta 1922 uničili Turki. 
İznik je ostal naslovni sedež Rimskokatoliške cerkve - Nicaenus. Sedež je od smrti zadnjega škofa leta 1976 prazen.

## Ruševine
Staro obzidje, ki je bilo zgrajeno verjetno v 4. stoletju, stolpi in mestna vrata so dokaj dobro ohranjeni. Obzidje je dolgo 3100 m, visoko 20 do 13 m in pri tleh debelo 5 do 7 m. V obzidju so štiri velika vrata in dvoje majhnih vrat. Večina obzidja je zgrajena izmenično iz rimske opeke in velikih kamnitih klad, ki so med seboj povezane z debelim slojem cementa. Na nekaterih mestih so vzidani stebri in drugi arhitekturni fragmenti iz ruševin starejših stavb. Na nekaterih stolpih so grški napisi. Ruševine mošej, javnih kopališč in stanovanjskih stavb so raztresene po vrtovih in poljih, ki zavzemajo večji del prostora znotraj prvotnih grških utrdb. Iz tega lahko sklepamo, da je bil turški İznik manjši in manj pomemben od grške Nikeje in je v celoti zgrajen iz ruševin grškega mesta. Stene porušenih mošej in javnih kopališč so namreč polne fragmentov grških templjev in cerkva. V severozahodnem delu mesta sta na jezeru dva pomola, ki tvorita majhno pristanišče. Gladina jezera se je do danes tako znižala, da je od pristanišča ostala samo močvirna ravnica. Zunaj mesta so ostanki starega akvadukta. 

## Geografija
İznik leži v rodovitnem bazenu na vzhodni obali jezera İznik (İznik Gölü), ki je na severu in jugu obdano z gorami. 
Mesto je bilo v celoti obzidana s pet kilometrov dolgim in okrog 10 metrov visokim obzidjem. Obzidje je na zahodu segalo do jezera, tako da je bilo obleganje mesta s te strani nemogoče,  mesto pa se je lahko preko jezera skoraj nemoteno oskrbovalo. Jezero je namreč dovolj veliko, da se ga s kopnega ni dalo blokirati, mesto pa dovolj veliko, da se pristanišča z oblegovalnimi orožji s kopnega ni dalo doseči. Obzidje je bilo zavarovano z dvojnim jarkom in preko sto stolpi. Edini vhodi v mesto so bila štiri mestna vrata. 
Obzidje so kasneje zaradi graditve mestnih ulic na nekaj mestih porušili, večji del pa se je ohranil in je danes velika turistična zanimivost. V mestu je živelo približno 15.000 prebivalcev.

## Glavne znamenitosti
Številne spomenike so postavili zgodnji Osmani v obdobju med osvojitvijo leta 1331 in 1402, ko je mesto oplenil Timur. Med tistimi, ki so ohranjeni, so:
- İznik je bil prvotno obdan s 5 km zidov, ki so bili visoki približno 10 m in obdani z dvojnim jarkom na kopnih straneh. Obzidje je vključevalo več kot 100 stolpov. Velika vrata na treh kopenskih straneh obzidja so bila edini vhod v mesto. Zahodni del obzidja se je dvigal ob jezeru, ki je dovolj veliko, da ga ni mogoče enostavno zapreti s kopnega. Danes je obzidje uničeno, a ohranjenega je še dovolj, da je lahko prijetna sprehajalna pot.[7]
- Mošeja Yeşil (Zelena mošeja) je bila zgrajena za Çandarlı Kara Halil Hayreddin pašo, prvega velikega vezirja Osmanskega cesarstva med letoma 1378 in 1391. Stoji v bližini vrat Lefke na vzhodni strani mesta. Poškodovana leta 1922 med grško-turško vojno, je bila obnovljena med letoma 1956 in 1969.[3][8]
- Hagija Sofija, znana tudi kot Sveta Sofija[9] (grško Ἁγία Σοφία, "Sveta modrost") je nekdanja cerkev iz bizantinskega obdobja, ki jo je sredi mesta v 6. stoletju zgradil Justinijan I.[10] Tu je bil leta 325 prvi nikejski koncil, srečanje krščanskih škofov. po ponovni gradnji je zdaj mošeja Ayasofya (turško: Ayasofya Cami).[11]
- Mošeja Hacı Özbek (1333). Ta mošeja je bila zgrajena šele tri leta po osvojitvi. Portik na zahodni strani stavbe je bil leta 1940 porušen zaradi razširitve ceste.[12]
- Juha Nilüfer Hatun (Nilüfer Hatun Imareti) Stavba, zgrajena leta 1388, je bila več let zapuščena, vendar je bila leta 1955 obnovljena in je zdaj muzej.[13]
- Medresa Sulejmana paše (sredina 14. stoletja). To je ena od dveh ohranjenih medres v mestu. Obnovljena je bila v 19. stoletju in ponovno leta 1968.[14]
- Mavzolej Çandarlı Hayreddin Paša (14. stoletje). V glavni komori je petnajst sarkofagov. Spodnja soba vsebuje še tri sarkofage, vključno s sarkofagom Hayreddin Paše. Je na pokopališču pred vrati Lefke vzhodno od mesta.[15]
- Ostajajo rahle sledi peči, ki so se uporabljale za izdelavo lončenine in ploščic, zaradi katerih je bil İznik nekoč znan.

Več spomenikov je preživelo v 20. stoletju, vendar so bili med grško-turško vojno (1919–1922) uničeni. Ti so:
- Cerkev Koimesis/Marijinega vnebovzetja (6.–8. stoletje, vendar obnovljena po potresu leta 1065). Edina cerkev v mestu, ki ni bila spremenjena v mošejo, je bila okrašena z bizantinskimi mozaiki iz 11. stoletja, ki so ohranjeni le na fotografijah.[16][17]
- Mošeja Eşrefzâde Rumi (15. stoletje). Eşrefzâde Rumi je bil poročen s hčerko Hacı Bayram-ı Velija. Ustanovil je sufijsko sekto in po njegovi smrti v letih 1469–70 je njegova grobnica postala romarski kraj. Mošeja je bila obnovljena in grobnica je okrašena z izniškimi ploščicami.[18]
- Mošeja in mavzolej Seyh Kutbeddin (15. stoletje). Mošeja in mavzolej sta bila obnovljena.[19][20]

## Ugledni meščani
- Hiparh (2. stoletje pr. n. št.), starogrški astronom, geograf in matematik

## Pobratena mesta
İznik je pobraten z:
- Jingdezhen, Kitajska
- občina Khulo, Gruzija
- Nikaia, Larissa, Grčija
- Pithiviers, Francija
- Spandau, Berlin, Nemčija
- Talas, Kirgizistan
- Tutin, Srbija